# Joaquim Alves Correia
Joaquim Alves Correia (Aguiar de Sousa, concelho de Paredes, 5 de maio de 1886 — Pittsburgh, EUA, 1 de junho de 1951) foi um sacerdote católico e resistente antifascista.
Estudou nos seminários da Congregação do Espírito Santo, em Ermesinde (onde concluiu o curso secundário), em Sintra (onde concluiu o curso filosófico) e em Chevilly, França, onde se ordenou presbítero, a 28 de outubro de 1910.
Distinguiu-se pela sua mentalidade progressista em relação à emancipação política das colónias portuguesas e das populações coloniais, muito longe do paternalismo e segregacionismo salazaristas. Opôs-se também a todas as formas de totalitarismos de direita e de esquerda, integrando o MUD, em 1945.
A sua frontalidade desassombrada valeu-lhe, pouco depois da publicação do artigo "O Mal e a Caramunha", sobre a "Noite Sangrenta" de 1921, de maneira a evitar um processo judicial, o exílio nos Estados Unidos, onde faleceu.
Juntamente com o padre Abel Varzim e o bispo do Porto, D. António Ferreira Gomes, foi um dos maiores nomes da oposição católica ao Estado Novo em Portugal.
A 30 de junho de 1980, foi agraciado, a título póstumo, com o grau de Grande-Oficial da Ordem da Liberdade.

## Obras
- "A Largueza do Reino de Deus" (1931)
- "Missões Franciscanas Portuguesas de Moçambique e da Guiné" (1934)
- "O Cristianismo e a mensagem evangélica"; Biblioteca Cosmos nº 7 (1941)